# Aristolochia colossifolia
Aristolochia colossifolia är en piprankeväxtart som beskrevs av Frederico Carlos Hoehne. Aristolochia colossifolia ingår i släktet piprankor, och familjen piprankeväxter. Inga underarter finns listade i Catalogue of Life.